# Открытки с края бездны
«Открытки с края бездны» (англ. Postcards from the Edge) — комедийная драма американского режиссёра Майка Николса, вышедшая на экраны в 1990 году. Сценарий Кэрри Фишер основан на сюжете написанного ею же одноимённого полуавтобиографического романа.

## Сюжет
Актриса Сьюзан Вэйл неудачно сыграла в сцене допроса, чем сорвала съёмки политического боевика. Режиссёр фильма пригрозил ей, что если она будет употреблять наркотики на съёмочной площадке, то он её убьёт. На следующий день её случайный любовник находит Сьюзан в постели без сознания. Он отвозит её в больницу, где оказывается, что она наглоталась таблеток. Сьюзан откачивают и переводят в реабилитационный центр, где она проходит курс детоксикации и посещает собрания анонимных наркоманов. К Сьюзан приезжает мать, известная певица, с которой она в не очень хороших отношениях. Сьюзан прошла курс лечения и пытается устроиться на работу. Она снова сможет играть, если только сможет получить актёрскую страховку. Которую, однако, она получит при одном условии: жить рядом со своей матерью во время съёмок фильма. Её первый рабочий день начался со сдачи мочи на анализ. После работы мать отвозит её домой, где проходит вечеринка в честь Сьюзан и её возвращения домой.
На съёмочной площадке многие не довольны ею: говорят, что она постоянно ест, что у неё обвисла грудь, на ногах целлюлит и что она вообще погубила свою карьеру. После рабочего дня она встречает Джека Фолкнера, который тогда спас её, отвезя в больницу. Они договариваются о встрече. Они хорошо разговаривают, и позже он признаётся ей в любви. Сьюзан отвечает ему взаимностью. На съёмочной площадке её коллега по фильму, Бобби, узнав об их романе, предлагает ей поговорить с играющей в этом фильме проститутку Эвелин Эймс, которая кое-что о нём знает. В результате их разговора Сьюзан узнаёт, что Джек одновременно встречается и с Эвелин, а также ещё с несколькими девушками. Она приезжает к нему и узнаёт, что это правда. Они поссорились и расстались, после чего Сьюзан приезжает домой и узнаёт от матери, что Марти, её агент, исчез вместе со всеми её деньгами. Мать и дочь вновь ссорятся. Сьюзан вновь принимает наркотики, после чего едет на озвучивание того эпизода, запись которого она сорвала в начале фильма. Режиссёр вновь приглашает её сниматься в своём боевике.
Когда Сьюзан возвращается домой, она замечает у дома разбитую машину своей матери. Сьюзан узнаёт, что её мать попала в больницу (разбила себе голову), и что ей грозит арест за вождение в пьяном виде. Она приезжает в больницу, где мать с дочерью опять разговаривают. Они помирились. Сьюзан делает матери макияж, после чего та отправляется на встречу с журналистами, а Сьюзан встречает доктора, который откачал её после попытки суицида. Он приглашает Сьюзан в кино, но она ему отказывает.
Под конец Сьюзан исполняет заключительную песню из фильма, в котором она снималась.

## В ролях
- Мерил Стрип — Сьюзан Вэйл
- Ширли Маклейн — Дорис Манн
- Деннис Куэйд — Джек Фолкнер
- Джин Хэкмен — Лоуэлл Колчек, режиссёр
- Ричард Дрейфус — доктор Франкентал
- Аннетт Бенинг — Эвелин Эймс
- Мэри Уикс — Бабушка
- Саймон Кэллоу — Саймон Асквит
- Роб Райнер — Джо Пирс

## Награды и номинации
Полный перечень наград и номинаций — на сайте IMDB.
| Премия                                 | Категория                               | Имя                                           | Результат |
| -------------------------------------- | --------------------------------------- | --------------------------------------------- | --------- |
| «Оскар»                                | Лучшая женская роль                     | Мерил Стрип                                   | Номинация |
| «Оскар»                                | Лучшая песня к фильму                   | Шел Силверстайн (за песню «I’m Checkin' Out») | Номинация |
| «Золотой глобус»                       | Лучшая актриса в комедии или мюзикле    | Мерил Стрип                                   | Номинация |
| «Золотой глобус»                       | Лучшая актриса второго плана            | Ширли Маклейн                                 | Номинация |
| «Золотой глобус»                       | Лучшая песня                            | Шел Силверстайн (за песню «I’m Checkin' Out») | Номинация |
| BAFTA                                  | Лучшая актриса                          | Ширли Маклейн                                 | Номинация |
| BAFTA                                  | Лучший адаптированный сценарий          | Кэрри Фишер                                   | Номинация |
| BAFTA                                  | Лучшая музыка к фильму                  | Карли Саймон                                  | Номинация |
| American Comedy Awards                 | Лучшая комедийная актриса в комедии     | Мерил Стрип                                   | Победа    |
| American Comedy Awards                 | Лучшая комедийная актриса второго плана | Ширли Маклейн                                 | Номинация |
| Премия Лондонского кружка кинокритиков | Дебютант года                           | Аннетт Бенинг                                 | Победа    |